# وثيقة كيننغ
وثيقة كيننغ (كيننج) هي وثيقة سرية كشفت عنها جريدة «عل همشمار» الإسرائيلية في 7 سبتمبر عام 1976، وهي وثيقة اعدت لمتخذي القرار الإسرائيليين بشأن الفلسطينيين مواطني إسرائيل. تشمل توصيات تحت عنوان «مشروع مذكرة معاملة عرب إسرائيل».
سميت “وثيقة كينغ” على اسم يسرائيل كينغ، متصرف لواء الشمال وهو من نسب اليه تحضير هذه الوثيقة واعتبر مسؤولاً مباشراً عن الجزء الأكبر من الفلسطينيين في الداخل والذين يسكنون شمالي البلاد، مع وجود دلائل تفيد إلى ان شخصيات أخرى شاركته في صياغتها ومنهم تسفي تسور الذي شغل منصب مدير عام مكتب رئيس الوزراء. 
تنبع أهمية الوثيقة انها تكشف عن وجود سياسية تمييز رسمية مبرمجة ومبيته اتجاه المواطنين العرب في إسرائيل، وهم يشكلون خمس السكان في إسرائيل، حيث تنطلق هذه الوثيقة من اعتبار المواطنين العرب أعداء، ويجب التعامل معهم من هذا المنطلق.  
 يسود الاعتقاد ان الوثيقة تم تحضيرها على مرحلتين، قدمت للحكومة قبل احداث يوم الأرض في 30 مارس 1976، مع بداية سلسلة احتجاجات وظهور تنظيمات داخل المجتمع العربي في إسرائيل، ومن ثم تم مواصلة صياغتها بعد يوم الأرض، إلى ان تم تسريبها. 

## هدف الوثيقة
تهدف اٍلى إفراغ الجليل من أهله الفلسطينيين والاستيلاء على أراضيهم وتهويدها. وقدمت الوثيقة كتوصيات إلى الحكومة الإسرائيلية، وتم اختيار عنوان للوثيقة وهو «مشروع مذكرة معاملة عرب إسرائيل». وقد حذر فيها من ازدياد تعداد الفلسطينيين في اللواء الشمالي، والذي أصبح مساوي تقريبا لعدد اليهود في حينه، وأنه خلال سنوات قليلة سوف يصبح الفلسطينيون أكثرية سكانية، الأمر الذي يشكل خطراً جسيماً على الطابع اليهودي للكيان الصهيوني.
قدم كيننغ وثيقة عنصرية تضم عشرات الصفحات، دعا فيها إلى تقليل نسبة الفلسطينيين في منطقتي الجليل والنقب، وذلك بالاستيلاء على ما تبقى لديهم من أراض زراعية وبمحاصرتهم اقتصادياً واجتماعياً، وبتوجيه المهاجرين اليهود الجدد للاستيطان في منطقتي الجليل والنقب.

## أهم بنود الوثيقة
- . تكثيف الاستيطان اليهودي في الشمال (الجليل).
- . إقامة حزب عربي يعتبر «أخا» لحزب العمل ويركز على المساواة والسلام.
- . رفع التنسيق بين الجهات الحكومية في معالجة الامور العربية.
- . إيجاد إجماع قومي يهودي داخل الاحزاب الصهيونية حول موضوع العرب في إسرائيل.
- . التضييق الاقتصادي على العائلة العربية عبر ملاحقتها بالضرائب وإعطاء الأولوية لليهود في فرص العمل، وكذلك تخفيض نسبة العرب في التحصيل العلمي وتشجيع التوجهات المهنية لدى التلاميذ.
- . تسهيل هجرة الشباب والطلاب العرب إلى خارج البلاد ومنع عودتهم إليها. أرض المل: منطقة رقم 9:

تقع هذه الأرض ضمن مساحات القرى، سخنين وعرابة ودير حنا، وتبلغ مساحتها 60 الف دونم. استخدمت هذه المنطقة بين السنوات 1942-1944 كمنطقة تدريبات عسكرية للجيش البريطاني أثناء الحرب العالمية الثانية، مقابل دفع بدل استئجار لاصحاب الأرض.
بعد عام 1948 أبقت إسرائيل على نفس الوضع الذي كان سائدًا في عهد الانتداب البريطاني، إذ كان يسمح للمواطنين بالوصول إلى أراضيهم لفلاحتها بتصاريح خاصة. في عام 1956 قامت السلطة بإغلاق المنطقة بهدف إقامة مخططات بناء مستوطنات يهودية ضمن مشروع تهويد الجليل.

## وصلات خارجية
نص الوثيقة (باللغة العبرية)